# Гаврилина, Елена Алексеевна
Елена Алексеевна Гаврилина (24 июля 1965, Москва) — российская футболистка, защитница. Выступала за сборную России.

## Карьера
Первой футбольной командой были московские «Лужники», вместе с которым на всесоюзном турнире на призы еженедельника «Собеседник» в 1988 году завоевала 8 место.
В 1990 году перешла московский «Спартак».
В связи с финансовыми трудностями клуб распался и в сезоне 1993 года часть игроков команды (Валентина Баркова, Лилия Шилова, Наталья Титкова, Галина Королева, Ирина Александрова, Елена Сотникова, Наталья Капкова, Елена Гаврилина, Светлана Немова, Ольга Фролова) перешла в клуб «СКИФ-Фемина» из подмосковной Малаховки (до начала чемпионата «Спартак—СКИФ»).
В 1994 году проведя 2 матча получила травму и весь сезон пропустила, в 1995 году провела 9 матчей.

## Достижения
командные
- Чемпионат России по футболу среди женщин
  - бронзовый призёр (1): 1993
- Кубок России по футболу среди женщин
  - финалист (1): 1992
- участник Кубок чемпионов Содружества 1996 среди женских команд

## Матчи за сборную России
| № | Дата       | Соперник | Матч | Счет | Сыграно минут | Забито мячей | Примечание |
| - | ---------- | -------- | ---- | ---- | ------------- | ------------ | ---------- |
| 1 | 25.09.1993 | Франция  | ТМ   | 1:2  | 31'           | —            |            |

## Примечание
1. ↑  Е.Гаврилина. womenfootball.ru. Дата обращения: 1 апреля 2002.
2. ↑  В.И.Черкашин. От «Сибирячки» до «Енисея». — Красноярск: ООО «ИПЦ «КаСС», 2012. — 280 с. — 1000 экз. Архивировано 8 апреля 2020 года.
3. ↑  Состав команды. womenfootball.ru. Архивировано 2017-12-28. Дата обращения: 1994-04-01. {{cite news}}: Проверьте значение даты: |accessdate= (справка)